# Јанчићи
Јанчићи су насеље у Србији у општини Чачак у Моравичком округу. Према попису из 2022. било је 89 становника.

## Археологија
У селу се налази археолошки локалитет Дубац на ком је 2013. откривена хумка стара око 4000 година.

## Споменик
У селу се налази чесма посвећена генералу Вукоману Арачићу и погинулим у Првом светском рату.

## Демографија
У насељу Јанчићи живи 173 пунолетна становника, а просечна старост становништва износи 46,2 година (44,6 код мушкараца и 47,8 код жена).
У насељу има 67 домаћинстава, а просечан број чланова по домаћинству је 3,04.
Ово насеље је у потпуности насељено Србима (према попису из 2002. године), а у последња три пописа, примећен је пад у броју становника.
|  |

| Демографија | Демографија | Демографија |
| Година      | Становника  | Становника  |
| ----------- | ----------- | ----------- |
| 1948.       | 567         |             |
| 1953.       | 529         |             |
| 1961.       | 460         |             |
| 1971.       | 400         |             |
| 1981.       | 317         |             |
| 1991.       | 237         | 237         |
| 2002.       | 204         | 204         |
| 2011.       | 143         |             |

| Етнички састав према попису из 2002.‍ | Етнички састав према попису из 2002.‍ | Етнички састав према попису из 2002.‍ | Етнички састав према попису из 2002.‍ | Етнички састав према попису из 2002.‍ |
| ------------------------------------ | ------------------------------------ | ------------------------------------ | ------------------------------------ | ------------------------------------ |
|                                      |                                      |                                      |                                      |                                      |
| Срби                                 | Срби                                 |                                      | 204                                  | 100,0%                               |
| непознато                            | непознато                            |                                      | 0                                    | 0,0%                                 |

| Година пописа     | 1948. | 1953. | 1961. | 1971. | 1981. | 1991. | 2002. |
| ----------------- | ----- | ----- | ----- | ----- | ----- | ----- | ----- |
| Број домаћинстава | 107   | 110   | 109   | 106   | 92    | 76    | 67    |

| Број чланова      | 1  | 2  | 3 | 4 | 5 | 6 | 7 | 8 | 9 | 10 и више | Просек |
| ----------------- | -- | -- | - | - | - | - | - | - | - | --------- | ------ |
| Број домаћинстава | 15 | 23 | 7 | 4 | 8 | 6 | 2 | 2 | 0 | 0         | 3,04   |

| Пол    | Укупно | Неожењен/Неудата | Ожењен/Удата | Удовац/Удовица | Разведен/Разведена | Непознато |
| ------ | ------ | ---------------- | ------------ | -------------- | ------------------ | --------- |
| Мушки  | 83     | 16               | 58           | 6              | 3                  | 0         |
| Женски | 95     | 15               | 59           | 17             | 4                  | 0         |
| УКУПНО | 178    | 31               | 117          | 23             | 7                  | 0         |

| Пол    | Укупно                    | Пољопривреда, лов и шумарство | Рибарство                            | Вађење руде и камена | Прерађивачка индустрија       |
| ------ | ------------------------- | ----------------------------- | ------------------------------------ | -------------------- | ----------------------------- |
| Мушки  | 44                        | 27                            | 0                                    | 0                    | 3                             |
| Женски | 26                        | 15                            | 0                                    | 0                    | 2                             |
| УКУПНО | 70                        | 42                            | 0                                    | 0                    | 5                             |
| Пол    | Производња и снабдевање   | Грађевинарство                | Трговина                             | Хотели и ресторани   | Саобраћај, складиштење и везе |
| Мушки  | 2                         | 6                             | 1                                    | 0                    | 4                             |
| Женски | 0                         | 1                             | 2                                    | 1                    | 1                             |
| УКУПНО | 2                         | 7                             | 3                                    | 1                    | 5                             |
| Пол    | Финансијско посредовање   | Некретнине                    | Државна управа и одбрана             | Образовање           | Здравствени и социјални рад   |
| Мушки  | 0                         | 0                             | 0                                    | 0                    | 0                             |
| Женски | 1                         | 0                             | 0                                    | 1                    | 0                             |
| УКУПНО | 1                         | 0                             | 0                                    | 1                    | 0                             |
| Пол    | Остале услужне активности | Приватна домаћинства          | Екстериторијалне организације и тела | Непознато            | Непознато                     |
| Мушки  | 0                         | 0                             | 0                                    | 1                    | 1                             |
| Женски | 2                         | 0                             | 0                                    | 0                    | 0                             |
| УКУПНО | 2                         | 0                             | 0                                    | 1                    | 1                             |